# Supercoppa di Polonia 2022 (pallacanestro)
La Supercoppa di Polonia 2022 è la 17ª Supercoppa di Polonia di pallacanestro maschile.
La partita è stata disputata il 21 settembre 2022 presso la Stegu Arena di Opole tra lo Śląsk Breslavia, campione di Polonia 2021-22, e lo Stal Ostrów Wiel. vincitore della Coppa di Polonia 2022.

## Finale
| Arbitri: | Tomasz Trawicki Adam Wierzman Mariusz Nawrocki |

| |            | |
| Martin 25 | Punti      | 24 Kulig |
| Martin 7 | Assist     | 7 Šķēle |
| Morgan 8 | Rimbalzi   | 9 Siliņš |
| 4 Morgan• 5 Martin• 6 Gołębiowski• 7 Parachoŭski• 35 Nizioł 2 Kolenda• 11 Dziewa• 12 Wiśniewski• 19 Adamczak• 27 Ramljak• 32 Mindowicz | Formazioni | 4 Snider• 30 Garbacz• 42 Đurišić• 77 Kulig• 99 Thomas 2 Rozpędowski• 6 Zębski• 9 Siewruk• 11 Załucki• 15 Siliņš• 21 Šķēle• 23 Rutecki |
| Andrej Urlep | Allenatori | Andrzej Urban |